# Norridgewock
|  | Per a altres significats, vegeu «norridgewocks». |

Norridgewock és un lloc designat pel cens (CDP) al town de Norridgewock al Comtat de Somerset (Maine). En el cens del 2020 tenia 1.351 habitants. Segons l'Oficina del Cens el CDP té una superfície d'11,2 milles quadrades (29,0 km 2 ), de les quals 10,7 milles quadrades (27,8 km 2 ) son terra ferma i 0,5 milla quadrada (1,2 km 2 ) (4,20%) son cobertes per les aigües.  Norridgewock es troba a 44° 42′ 57″ N, 69° 47′ 27″ O / 44.71583°N,69.79083°O (44.715907, −69.791083).

## Demografia
En el cens del 2000 el CDP tenia 1.557 habitants, 602 habitatges, i 455 famílies, resultant-ne una densitat de població de 145.1 habitants per milla quadrada (56.0/km2). Hi havia 647 habitatges amb una densitat mitjana de 23,3habitatges/km²  60.3 per milles quadrades (23.3/km2). El perfil racial del CDP era d'un 97,82% de blancs, un 0,19% de negres o afroamericans, un 0,71% de nadius americans, un 0,13% d'asiàtics, un 0,39% d'altres races i un 0,77% de dues o més races. Els hispans o llatins de qualsevol raça eren el 0,32% de la població.
Dels 602 habitatges en un 37,2% hi vivien menors de 18 anys, en un 58,6% hi vivien parelles casades, en un 11% dones solteres, i en un 24,4% no eren unitats familiars. En el 17,4% dels habitatges hi vivien persones soles el 6,6% de les quals eren persones de 65 anys o més que vivien soles. A cada habitatge hi vivien de mitjana 2,59 persones i augmentant a 2,90 en el cas dels habitatges ocupats per famílies.
Per edats la població es repartia en les següents classes etàries: un 27,0% tenia menys de 18 anys, un 7,2% entre 18 i 24, un 28,6% entre 25 i 44, un 25,2% entre 45 i 60 i un 11,9% 65 anys o més. La mitjana d'edat era de 37 anys. Per cada 100 dones hi havia 97,6 homes. Per cada 100 dones de 18 o més anys hi havia 92,5 homes.
La renda mediana per habitatge era de 31.458 $ i la renda mediana per família de 36.161 $. Els homes tenien una renda mediana de 30.976 $ mentre que la de les dones era de 19.957 $. La renda per capita del CDP era de 16.577 $. Aproximadament el 18,9% de les famílies i el 21,6% de la població estaven per davall del llindar de pobresa, incloent el 33,8% dels menors de 18 anys i el 14,1% dels de 65 anys o més.